# بلک هموک (فلوریدا)
بلک هموک (به انگلیسی: Black Hammock) یک منطقهٔ مسکونی در ایالات متحده آمریکا است که در فلوریدا واقع شده‌است. بلک هموک ۱٬۱۴۴ نفر جمعیت دارد و ۳٫۰۵ متر بالاتر از سطح دریا قرار دارد.